# Брайдуэлл

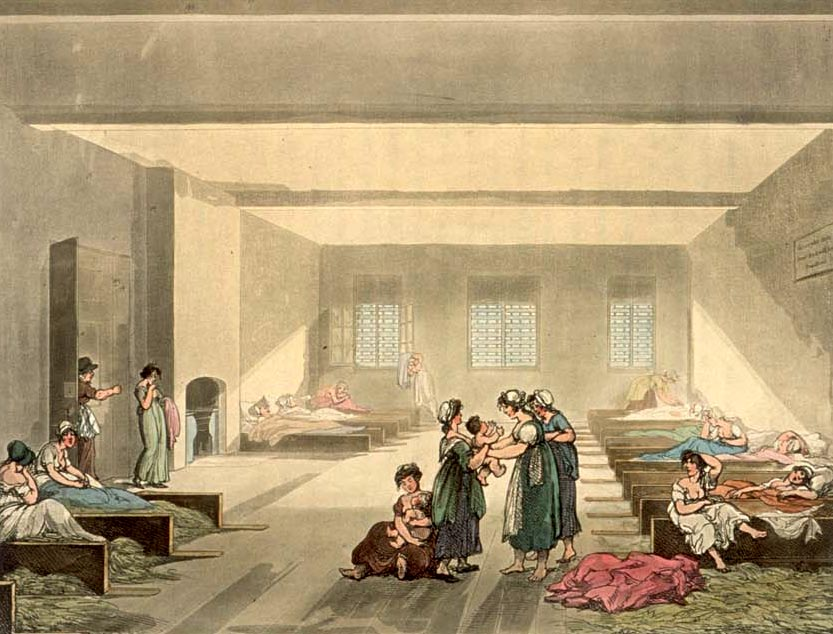
Комната посещений в Брайдуэле. Рисунок XVIII века

Брайдуэл (англ. Bridewell Palace) — тюрьма в Лондоне со строгим режимом. Известна, прежде всего, тем, что, по воспоминаниям мемуаристов XVII века, заключение в ней было «хуже смерти». Тюрьма просуществовала до 1864 года, когда была снесена. Это название стало синонимом полицейских участков и мест содержания под стражей в Англии и Ирландии.

## История
Первоначально это был замок Генриха VIII, построенный на месте средневековой гостиницы St Bride’s Inn. Сама же местность получила название от колодца, который был посвящён Святой Бригите.

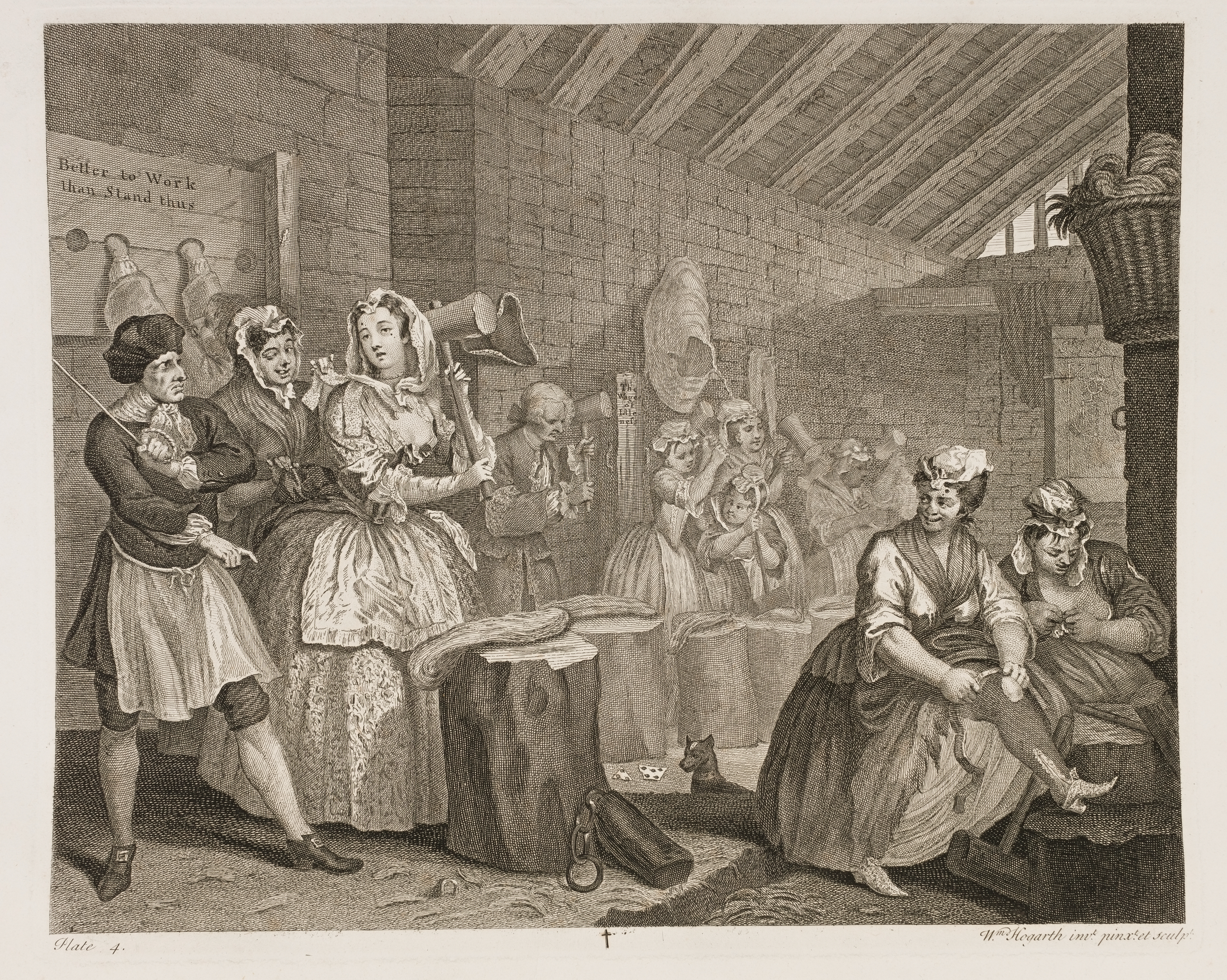
Картина Уильяма Хоггарта из серии «Карьера проститутки». Проститутка Молл в тюрьме Брайдуэлл. Она отбивает пеньку для петель палача, в то время как тюремщик угрожает ей и заставляет работать.

В 1553 году Эдуард VI передал дворец городу Лондону для размещения здесь бездомных детей и принудительного содержания женщин — «нарушительниц общественного порядка». Город получил здание в полное владение в 1556 году и превратил дворец в тюрьму, больницу и работный дом. Впоследствии название «Bridewell» было также использовано для других тюрем в Лондоне, в том числе Clerkenwell Bridewell (открыт в 1615 году) и Tothill Fields Bridewell в Вестминстере. Аналогичные учреждения (исправительные дома) по всей Англии, Ирландии и Канаде также часто именовались Брайдуэл.
Большая часть здания была разрушена во время Великого Пожара в Лондоне и перестроена в 1666—1667 годах. В 1700 году тюрьма стала первым учреждением подобного рода, где была должность тюремного врача. Тюрьма была закрыта в 1855 году, а само здание разрушено в 1863—1864 годах. Школа переехала в новое место в графстве Суррей, и изменила своё название на «школа короля Эдуарда в Уитли». В 2003 году она отметила своё 450-летие.